# 布勒赫謝什蒂鄉
46°03′N 27°21′E / 46.050°N 27.350°E
布勒赫謝什蒂鄉（羅馬尼亞語：Comuna Brăhășești, Galați），是羅馬尼亞的鄉份，位於該國東部，由加拉茨縣負責管轄，面積36平方公里，海拔高度104米。

## 人口相关
2007年人口8,578，人口密度每平方公里240人。